# Blažovice
Blažovice község (obec) Csehországban, Brno-vidéki járásban. Blažovice Tvarožná, Jiříkovice, Křenovice, Holubice és Zbýšov településekkel határos. Lakosainak száma 1254 fő (2024. január 1.).

## Népesség
A település lakosságának változását az alábbi diagram mutatja:
| Lakosok száma | 524  | 693  | 881  | 1012 | 1092 | 1078 | 1222 | 1220 | 1208 | 1254 |
|               | 1869 | 1890 | 1921 | 1950 | 1980 | 2001 | 2017 | 2019 | 2022 | 2024 |